# Ichijinsha
Ichijinsha (株式会社一迅社, Kabushiki kaisha Ichijinsha) est une entreprise japonaise de publication (éditant magazines, livres et mangas).
La compagnie est dans un premier temps créée en 1992 sous le nom de Studio DNA, éditant principalement des mangas shōnen. En 1998, le Studio DNA se transforme en société anonyme et devient également une entreprise de publication. En décembre 2001, une autre compagnie de publication est créée, Issaisha, publiant le magazine Monthly Comic Zero Sum. En mars 2005, les deux entreprises Studio DNA et Issaisha fusionnent pour former Ichijinsha.

## Magazines publiés par Ichijinsha
- Chara Mel
- Monthly Comic Rex
- Manga 4-koma Kings Palette
- Comic Yuri Hime
- Comic Yuri Hime S
- Monthly Comic Zero Sum
- Comic Zero-Sum Zōkan Ward
- Gateau